# Масканур (Новоторъяльский район, деревня)
 Масканур  — деревня в Новоторъяльском районе Республики Марий Эл. Входит в состав Масканурского сельского поселения.

## География
Находится в северо-восточной части республики Марий Эл на расстоянии приблизительно 12 км по прямой на север-северо-запад от районного центра посёлка Новый Торъял к востоку от села Масканур.

## История
Починок Масканур основан в 1799 году. В 1801 году селение входило в Толманское волостное правление Уржумского уезда Вятской губернии, где в 2 дворах проживали 23 человека. В 1811 году было 11 дворов. В 1850 году числилось 187 человек, из них православных — 149, раскольников (старообрядцев) — 38. В 1954 году в селении в 61 хозяйстве проживали 199 человек, в 1980 году — 36 человек в 18 хозяйствах. В 1999 году насчитывалось 7 дворов. В советское время работал колхоз «Красное знамя», совхоз «Масканурский».

## Население
Население составляло 9 человек (русские 100 %) в 2002 году, 8 в 2010.